# یواس‌اس پکوت (۱۸۶۳)
یواس‌اس پکوت (۱۸۶۳) (به انگلیسی: USS Pequot (1863)) یک کشتی بود که طول آن ۱۹۰ فوت (۵۸ متر) بود. این کشتی در سال ۱۸۶۳ ساخته شد.